# Cupriavidus numazuensis
Cupriavidus numazuensis es una bacteria del género Cupriavidus de la familia Burkholderiaceae. Fue renombrada a partir de Wautersia numazuensis.